# Кавказская европейская норка
Кавказская европейская норка (лат. Mustela lutreola turovi) — подвид европейской норки (Mustela lutreola).
Распространена в Нижнем Поволжье, Нижнем Подонье и на Кавказе. Населяет небольшие речки и ручьи. Питается земноводными, мелкой рыбой, околоводными грызунами, насекомыми. Убежища устраивает в прикорневых пустотах и в норах по берегам водоемов. Гон проходит в конце марта — апреле, рождение молодых — в конце мая — июня. В выводке 4 детеныша, половой зрелости достигает в 10-месячном возрасте.
В Ростовской области проживает на большей части её территории, численность неизвестна, хотя по предположениям, составляет около ста особей.